# Radio Orient
Radio Orient (en arabe : إذاعة الشرق (Ida3at al Charq) est une station de radio française dont les émissions sont tournées, en partie depuis Clichy et diffusée depuis la Tour Eiffel en région parisienne. Elle est diffusée dans toute la région parisienne, Annemasse, Beauvais, Bordeaux, Lyon, Nantes et Toulon. Radio Orient est membre des Indés Radios.
C'est une radio généraliste dont les programmes sont consacrés au divertissement, à la politique, à l'information et au sport. Les journaux de Radio Orient s'intéressent notamment au Proche-Orient et au Moyen-Orient, au Maghreb et la situation des immigrés en France. La radio, leader auprès des musulmans de France, diffuse chaque année ses programmes au moment du ramadan, période où l'audience est à son maximum. Radio Orient défend un Islam tolérant, ouvert et apaisé, respectueux de la laïcité et des traditions françaises.
Elle émet principalement en arabe, mais propose aussi des bulletins d'information en français. La rédaction comprend des équipes en langue française et en langue arabe.

## Historique
Elle a été créée en octobre 1981 par Raghid El Chammah[source insuffisante] dans la vague des radios libres débutée avec l'élection de François Mitterrand à la présidence de la République. Raghid El Chammah lança ses émissions en 1982, sous le titre Radio Orient, Regroupement des Radios Musulmanes de France. Radio Orient sera tolérée puis finalement autorisée le 7 août 1987 par la CNCL (Commission Nationale de la Communication et des Libertés) sur la fréquence initiale de 88,6 MHz. 14 ans plus tard, le 27 décembre 1994 Raghid El Chammah cède Radio Orient à Wave Holding SA Luxembourg, société appartenant au Premier ministre du Liban Rafiq Hariri.
Certains de ses programmes sont également diffusés en direct au Proche-Orient, notamment au Liban. Radio Orient est présidée successivement après la vente par son fondateur et PDG Raghid El Chammah le 27 décembre 1994 au groupe Hariri par Bassam Tourbah, Mohamed Douaidy, Fouad Naïm, puis à partir de mai 2012 par Jamil Shalak. La station appartient aujourd'hui à la famille de Saad Hariri.

## Identité de la station - Logos

Logo de Radio Orient de janvier 1995 jusqu'en 2012
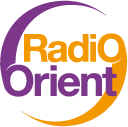
Logo actuel de Radio Orient depuis 2012

## Programmation
À sa fondation par Raghid El Chammah, Radio Orient prônait un Islam laïc, tricolore, respectueux des institutions républicaines; elle était l'unique radio privée française à débuter ses émissions à minuit par la Marseillaise, usage qui fut abandonné avec le départ de son fondateur Raghid El Chammah fin décembre 1994. Bien que le cahier des charges conventionné par le CSA prévoyait une thématique à l'adresse de la communauté musulmane, une grande partie du personnel de Radio Orient comptait des chrétiens européens et levantins, particulièrement en provenance du Liban.
Parmi les émissions de la station (94,3 MHz en FM à Paris): "Vous avez la parole" émission présentée par Zouhour et "Pluriel",  émission politique présentée depuis 2002 par Loïc Barrière.
En novembre 1990, Radio Orient inaugura ses émissions levantines à travers une liaison maritime liant les studios de son siège de l'avenue Foch avec la Cap Bon en Tunisie d'où sa modulation fut transportée par codage sms compressé sur le satellite Arabsat. Cette transmission avant-gardiste à l'époque était reçue et décodée au Liban. Ainsi, sa filiale libanaise Izaat Al-Chark, (CQFD en arabe littéralement Radio Orient) vit le jour, avant de devenir une structure locale autonome en 1992. Izaat-Al-Chark réduit drastiquement ses émissions en août 2019 à la suite de difficultés financières ce, à l'instar des autres organes du pôle média du Groupe Hariri comme la chaîne Future TV qui cessa ses émissions le 31 août 2019. Ces mesures sont intervenues après la cessation de parution de la version papier du quotidien Al Moustakbal en février 2019.

## Diffusion

### En France
La radio est diffusée à la fois en FM et sur la RNT.
À Besançon, Charleville-Mézières, Sedan, Châlons-en-Champagne, Limoges et Saint-Dizier, la station a rendu ses fréquences FM. Par ailleurs, ses programmes ne sont plus diffusée en Ondes Moyennes sur Nice et Nîmes.
À partir du 19 juin 2018, Radio Orient est diffusée dans les Hauts-de-France, en DAB+, sur les agglomérations de Lille, Douai, Lens, Béthune, Dunkerque, Calais et Boulogne-sur-Mer.
Le 24 juillet 2019, le Conseil supérieur de l'audiovisuel accorde deux nouvelles autorisations à Radio Orient qui peut donc émettre en DAB+ sur Marseille et Nice.
L'extension du réseau en DAB+ s'est faite par vague successive, et fin 2019, la radio est donc, en plus, présente sur les secteurs de Valenciennes, Strasbourg, Mulhouse, Colmar, Lyon, Nantes, La Roche-sur-Yon, Rouen, Bourg-en-Bresse et Bourgoin-Jallieu,.
| Département           | Zone de couverture    | Technologie | Fréquence | Puissance PAR | Site d'émission                                     | Ville d'émission     | Diffuseur | Journal officiel       |
| --------------------- | --------------------- | ----------- | --------- | ------------- | --------------------------------------------------- | -------------------- | --------- | ---------------------- |
| Paris (75)            | Paris / Île-de-France | FM          | 94.3 FM   | 4 kW          | Tour Eiffel, 8 Avenue Gustave Eiffel                | Paris                | TDF       | 2012–59 Annexe N° I    |
| Oise (60)             | Beauvais              | FM          | 94.3 FM   | 500 W         | lieudit Le Moyeu Ferré, La Butte Aux Marais         | Aux Marais           | TDF       | 2012–59 Annexe N° II   |
| Eure (27)             | Évreux                | FM          | 106.5 FM  | 1 kW          | lieudit Outrebois route d'Aviron                    | Gravigny             | TDF       | 2013-422 Annexe N° I   |
| Eure-et-Loir (28)     | Dreux                 | FM          | 106.6 FM  | 1 kW          | lieudit Bois du Seigneur                            | Vernouillet          | TDF       | 2013-422 Annexe N° II  |
| Rhône (69)            | Lyon                  | FM          | 106.7 FM  | 1 kW          | Tour métallique 10, montée Nicolas-de-Lange         | Lyon                 | TDF       | 2011-911 Annexe N° III |
| Isère (38)            | Vienne                | FM          | 97.7 FM   | 1 kW          | lieudit Les Jacquetières                            | Sainte-Colombe       | TDF       | 2011-911 Annexe N° I   |
| Haute-Savoie (74)     | Annemasse             | FM          | 92.7 FM   | 500 W         | restaurant Observatoire                             | Monnetier-Mornex     | TDF       | 2011-911 Annexe N° II  |
| Var (83)              | Toulon                | FM          | 89.4 FM   | 2 kW          | Notre Dame du mai cap Sicié                         | Six-Fours-les-Plages | TDF       | 2012-651               |
| Loiret (45)           | Montargis             | FM          | 91.4 FM   | 300 W         | lieudit Le Petit Malataverne rue de la Marmiterie   | Amilly               | TDF       | 2012-912               |
| Gironde (33)          | Bordeaux              | FM          | 106.4 FM  | 5 kW          | Avenue du domaine de Vialle                         | Bouliac              | TDF       | 2011-1430              |
| Loire-Atlantique (44) | Nantes                | FM          | 92.4 FM   | 200 W         | Quartier de Preux 1, rue Ambroise-Croizat Tour DVRN | Saint-Herblain       | TDF       | 2011-1478              |